# Дарън Флечър
Дарън Бар Флечър (на английски: Darren Barr Fletcher) е шотландски футболист, бивш играч на „Манчестър Юнайтед“, дебютирал през 2002 година. Макар товава да е само на 18 години, той показва завидни качества. Сър Алекс Фъргюсън постепенно започва да го налага в състава и Флечър бързо се превръща в основна фигура в центъра на халфовата линия. По-късно защитава цветовете на „Стоук Сити“, където играе с номер 24.